# Coleophora lucienella
Coleophora lucienella é uma espécie de mariposa do gênero Coleophora pertencente à família Coleophoridae.